# Atletica leggera ai Giochi della XXI Olimpiade - 10000 metri piani

Video della Finale (i 10.000 di Montréal compaiono dal minuto 7:04)

I 10000 metri piani hanno fatto parte del programma maschile di atletica leggera ai Giochi della XXI Olimpiade. La competizione si è svolta nei giorni 23-26 luglio 1976 allo Stadio Olimpico (Montréal).

## Presenze ed assenze dei campioni in carica
| Competizione      | Atleta            | Prestazione | Montréal 1976 |
| ----------------- | ----------------- | ----------- | ------------- |
| Monaco 1972       | Lasse Virén       | 27'38"4     | Presente      |
| Commonwealth 1974 | Dick Tayler       | 27'46"40    | Non selez.    |
| Europei 1974      | Manfred Kuschmann | 28'25"8     | Rit. 1974     |

### Assenti a causa del boicottaggio
| Finalista a Monaco 1972 | 27'54"8 (in qualificazione) | Mohamed Gammoudi |
| Bronzo a Monaco 1972    | 27'41"0                     | Miruts Yifter    |

## La gara

### Turni eliminatori
I tempi migliori sono ottenuti dal britannico Tony Simmons e dal portoghese Carlos Lopes, vincitori rispettivamente della prima e della terza batteria. La seconda è decisamente più lenta e a farne le spese è l'italiano Franco Fava che, pur giungendo a ridosso dei primi quattro, viene eliminato dalla finale. La prima batteria ha un curioso e divertente interprete nell'haitiano Charles Olmeus, che giunge ultimo dopo essere stato ripetutamente doppiato da tutti gli avversari. Il suo tempo, 42'00"12, è il più lento della storia dei Giochi, tanto da far ritardare il programma dell'intera giornata.

### Finale
La finale non ha un chiaro favorito, anche per via del boicottaggio dell'Africa ai Giochi. Al terzo chilometro prende la testa il portoghese Carlos Lopes, che al passaggio dei 5000 fa segnare un tempo di 14'08"9; il portoghese accelera ancora e ai 7000 stacca tutti, a eccezione del finlandese Virén campione in carica, e del britannico Brendan Foster. Dopo un chilometro Foster cede mentre Viren si fa trascinare dal portoghese fino al suono della campanella, quando piazza il suo allungo decisivo: chiude con un vantaggio di oltre 20 metri. Ha percorso i secondi 5000 in 13'31"3.
Dopo aver tagliato il traguardo, Viren si toglie le scarpette e fa il giro d'onore a piedi nudi; prende in mano le sue "Tiger" e le tiene bene in vista. Per questo gesto l'atleta finlandese viene convocato davanti alla commissione tecnica del CIO. Dopo averlo ascoltato, comunque, il CIO non lo multerà.

## Risultati

### Turni eliminatori
| 3 Batterie | 23 luglio | 45 partenti    | Si qualificano i primi 4 + i 4 migliori tempi. |
| Finale     | 26 luglio | 16 concorrenti |                                                |

### Finale
| Primatista mondiale   | 27'30"8 1973 | Dave Bedford | Rit. 1974 |
| Primatista stagionale | 27'42"65     | Carlos Lopes | Presente  |

| Pos | Paese         | Atleta         | Tempo    |
| --- | ------------- | -------------- | -------- |
|     | Finlandia     | Lasse Virén    | 27'40”38 |
|     | Portogallo    | Carlos Lopes   | 27'45”17 |
|     | Gran Bretagna | Brendan Foster | 27'54”92 |